# Deborah Turbeville
Deborah Turbeville (Boston, Massachusetts, 1932-Manhattan, Nueva York, 2013) fue una fotógrafa de moda estadounidense cuya obra fue fuente de inspiración de multitud de artistas.

## Trayectoria
Su madre la describía muchas veces como "una niña tímida y asustadiza". A los 19 años, con la idea de trabajar en el teatro, se mudó a Nueva York, aunque terminó trabajando para la diseñadora Claire McCardell (la diseñadora que puso el jersey de lana en la pasarela). En esta ciudad comenzó su carrera como editora de moda en Harper's Bazaar (1963) junto al editor de moda Marvin Israel. Fue en esta época cuando descubrió que girando la óptica de la cámara todos los elementos se trasladaban al "mundo del desenfoque". 
Vivió a caballo entre Nueva York y México y todos los años pasaba unos meses en San Petersburgo ciudad que inspiraba a Turbeville como ninguna otra. En 2002 recibió una beca Fullbright para una serie de conferencias sobre la fotografía en la Escuela de Fotografía del Báltico, en Rusia. En 2005 fue profesora en el Instituto Smolny, también en San Petersburgo. En 2007, viajó con su cámara por Europa, "robando" preciosas instantáneas de personas y lugares, captando "realidades" que solo ella puede ver.
Turbeville falleció a causa de un cáncer de pulmón en el St. Luke's-Roosevelt Hospital Center en Manhattan, el 24 de octubre de 2013.

## Obra
El trabajo que le dio renombre internacional fue un encargo de la revista Vogue  Bathhouse en 1975. Las modelos aparecían apenas vestidas, lánguidas, mojadas, dejando una apariencia desaliñadamente kitsch. El mensaje velado es el de que las mujeres son prisioneras. Los críticos llegaron a decir que parecían "estar en una cámara de gas". Al respecto, ella sólo dijo que "me gusta escuchar el tictac del reloj dentro de mis fotos". Como se señala en el catálogo Wallflower, (Kate Morgan y Marbin Israel, de 1978) todos los elementos propios de su creación están en "Bathhouse": la sensación de encontrarse en algún lugar del pasado, la sexualidad lánguida, las mujeres blancas, esbeltas, la calidad luminosa y un sentido del relato interrumpido. 
Sus imágenes son "mercancía dañada" (como apunta la página professionalphotographer.co.uk), desenfocadas y de textura granulada. En sus propias palabras: "después de hacer la imagen, la destruyo". Es una impronta antiamericana hecha por una estadounidense de los pies a la cabeza. "La idea de la desintegración es realmente el núcleo de mi trabajo."